# Episodi di American Horror Story (sesta stagione)
La sesta stagione della serie televisiva American Horror Story, intitolata American Horror Story: Roanoke e composta da dieci episodi, è stata trasmessa in prima visione negli Stati Uniti d'America sul canale via cavo FX dal 14 settembre al 16 novembre 2016.
In Italia, la stagione è andata in onda in prima visione sul canale satellitare Fox dal 21 ottobre al 23 dicembre 2016.
Si tratta dell'unica stagione delle dodici attualmente esistenti della quale non è stato annunciato alcun sottotitolo, fino alla messa in onda. È anche l'unica stagione in cui non esiste la sigla con gli opening credits.
La stagione si basa in parte su eventi realmente accaduti (la colonia perduta di Roanoke durante il 1500 in America) e in parte su eventi romanzati, come la casa colonica infestata, i quali sono pura fantasia di Ryan Murphy.
Gli attori che ritornano in questa stagione dalle precedenti sono: Sarah Paulson, Kathy Bates, Lily Rabe, Denis O'Hare, Wes Bentley, Evan Peters, Cheyenne Jackson, Angela Bassett, Adina Porter, Lady Gaga, Leslie Jordan, Frances Conroy, Finn Wittrock, Taissa Farmiga, e Robin Weigert, mentre tra i nuovi volti troviamo Cuba Gooding Jr. e André Holland.

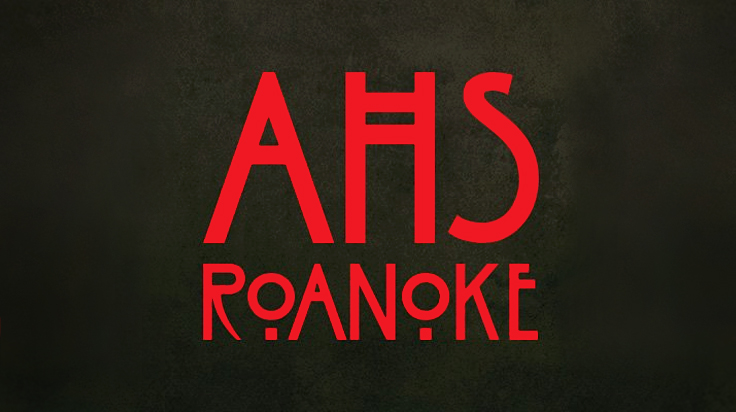
Logo della sesta stagione Roanoke

| nº | Titolo originale | Titolo italiano       | Prima TV USA      | Prima TV Italia  |
| -- | ---------------- | --------------------- | ----------------- | ---------------- |
| 1  | Chapter 1        | Piovono denti         | 14 settembre 2016 | 21 ottobre 2016  |
| 2  | Chapter 2        | Nascondino a sorpresa | 21 settembre 2016 | 28 ottobre 2016  |
| 3  | Chapter 3        | La Macellaia          | 28 settembre 2016 | 4 novembre 2016  |
| 4  | Chapter 4        | La luna di sangue     | 5 ottobre 2016    | 11 novembre 2016 |
| 5  | Chapter 5        | Il patto              | 12 ottobre 2016   | 18 novembre 2016 |
| 6  | Chapter 6        | Reality Horror Show   | 19 ottobre 2016   | 25 novembre 2016 |
| 7  | Chapter 7        | La carneficina        | 26 ottobre 2016   | 2 dicembre 2016  |
| 8  | Chapter 8        | Pioggia di denti      | 2 novembre 2016   | 9 dicembre 2016  |
| 9  | Chapter 9        | Followers             | 9 novembre 2016   | 16 dicembre 2016 |
| 10 | Chapter 10       | Spirit Chasers        | 16 novembre 2016  | 23 dicembre 2016 |

## Piovono denti
- Titolo originale: Chapter 1
- Diretto da: Bradley Buecker
- Scritto da: Ryan Murphy e Brad Falchuk

### Trama
Shelby e Matt Miller partecipano ad un'intervista per un documentario chiamato "My Roanoke Nightmare". Attraverso una combinazione di drammatiche ricostruzioni e testimonianze, la coppia rivela la sua fuga da Los Angeles per andare in Carolina del Nord, dopo essere stata attaccata da una gang. A causa di questo attacco Shelby perde il bambino che aveva in grembo. Dunque, nella Carolina del Nord, la coppia riesce a trovare una casa colonica che acquista all'asta contro dei contadini locali che sembrano infastiditi dai nuovi stranieri. Dopo che i coniugi si sono trasferiti nella casa, strani e violenti eventi cominciano ad accadere. La coppia inizia a vivere un vero incubo. Quando Matt parte per un viaggio di lavoro, chiede a sua sorella, Lee, di sorvegliare Shelby. Lee e Shelby non vanno d'accordo, il che mette entrambe in pericolo quando la casa viene invasa da un gruppo di persone armate di coltelli e torce. I vandali si lasciano dietro totem raccapriccianti ed un video di un uomo ucciso da una creatura dalla testa di maiale e il corpo antropomorfe. Shelby, spaventata a morte, cerca di convincere Matt ad andarsene, invano. Così, la giovane prende la macchina e sulla strada investe una donna. Shelby scende tempestivamente dall'auto per aiutare la signora la quale si introduce nel bosco vicino alla strada. Shelby, seguendola, si perde ed alla fine cade preda di una forza misteriosa e sinistra.
- Guest star: Adina Porter (Lee Harris), Charles Malik Whitfield (Mason Harris), Colby French (Poliziotto), Larry Cedar (Banditore dell'asta), Graedy Lee Richmond (Ishmael Polk).
- Ascolti USA: telespettatori 5 137 000 – rating 18-49 anni 2,8%[3]

## Nascondino a sorpresa
- Titolo originale: Chapter 2
- Diretto da: Michael Goi
- Scritto da: Tim Minear

### Trama
Shelby vede il rito che si sta compiendo nel bosco dove era rimasta intrappolata dopo aver tentato la fuga, ma l'arrivo di Matt le fa comprendere che era tutto frutto della sua immaginazione e che quello che aveva visto fosse irreale; lei e Matt decidono quindi di rimanere in casa. Dopo aver scoperto un totem che brucia nel bosco vicino alla casa, Matt e Shelby, chiedono finalmente l'aiuto della polizia locale. Snervanti e, al tempo stesso, misteriosi eventi continuano a perseguitare i residenti della casa, questa volta includendo non solo Shelby, ma anche Matt, Lee e sua figlia Flora. Shelby e Matt, nel frattempo, scoprono una cantina anti-tempesta sotto il cortile di casa; lì, scoprono una registrazione creata dall'uomo (presumibilmente rimasto ucciso) nel primo video. Il suo nome è Elias Cunningham, un dottore-ricercatore del paranormale, ed è stato uno dei precedenti risiedenti della casa per scoprire la verità su di essa; inoltre, rivela che non molti anni addietro, la casa veniva utilizzata da due sorelle, Miranda e Bridget, entrambe infermiere pazze che si dilettavano ad accogliere anziani e al tempo stesso ucciderli attraverso una serie di torture. Shelby e Matt si rendono conto che sono intrappolati in quanto tutti i loro soldi sono legati nell'acquisto della casa e capiscono di non avere nessuna via d'uscita. Nel frattempo, Lee viola il suo accordo di custodia con il suo ex-marito, e porta Flora alla casa nel tentativo di passare del tempo con lei. Flora incontra un'entità, "Priscilla", che le dice che tutti in casa saranno uccisi, escludendo la bambina che verrà lasciata per ultima. Flora poi scompare, e gli adulti, andati a cercarla, trovano la sua felpa col cappuccio in cima ad un pino massiccio.
- Special guest star: Lady Gaga (Scathach).
- Guest star: Adina Porter (Lee Harris), Charles Malik Whitfield (Mason Harris), Colby French (Poliziotto).
- Ascolti USA: telespettatori 3 273 000 – rating 18-49 anni 1,8%[4]

## La Macellaia
- Titolo originale: Chapter 3
- Diretto da: Jennifer Lynch
- Scritto da: James Wong

### Trama
Durante la ricerca di Flora, Mason, l'ex marito di Lee, viene trovato morto. Shelby sospetta di Lee e le telecamere di sicurezza mostrano che la donna seguì l'uomo fuori di casa durante la notte, tornando dopo quattro ore. Nel frattempo, la famiglia idilliaca che voleva contendersi la casa con i Miller svanisce nel nulla, lasciando dietro di sé i loro due figli selvatici. Matt, Shelby e Lee li portano all'ospedale e comprendono dai dottori che l'unica parola conosciuta dai due è Croatoan. Cricket, un sensitivo, dopo essere arrivato alla casa dei Miller spinto da alcune voci, sostiene di essere in grado di individuare Flora e Lee lo paga 25.000 dollari. Cricket rivela che Priscilla è una bambina morta durante il XVI secolo, e che la zona è infestata dagli spiriti guidati da Thomasyn White, la first lady della Colonia di Roanoke, moglie del capo colonia, soprannominata come "La macellaia" per i modi in cui la donna uccideva le persone. I coloni si ribellarono contro Thomasyn in assenza del marito tanto da abbandonarla, cacciarla e facendo avvicinare la donna alla morte. In preda alla disperazione, Thomasyn offrì la sua anima ad una donna misteriosa, una strega con delle corna vivente nei boschi (la donna che viene continuamente vista da Matt) e violentemente riprese il controllo della colonia, costringendo tutti i coloni a trasferirsi in quella che oggi è la proprietà di Shelby e Matt. Nel corso di un confronto con gli spiriti durante una seduta di Cricket, Matt scompare e Shelby lo trova copulare con la stessa donna misteriosa a cui Thomasyn diede la propria vita nel 1500. Matt non ricorda di aver tradito sua moglie, e mentre i due coniugi litigano, la polizia locale arriva alla casa pronta ad arrestare Lee per la morte di Mason: Shelby aveva chiamato la polizia non fidandosi dei comportamenti di sua cognata.
Nell'intervista documentario "My Roanoke Nightmare", Lee discute con riluttanza della scomparsa della sua prima figlia, avvenuta molti anni prima.
- Special guest star: Lady Gaga (Scathach).
- Guest star: Adina Porter (Lee Harris), Charles Malik Whitfield (Mason Harris), Colby French (Poliziotto), Leslie Jordan (Ashley Gilbert/Cricket Marlowe), John Pyper-Ferguson (Cage).
- Ascolti USA: telespettatori 3 078 000 – rating 18-49 anni 1,7%[5]

## La luna di sangue
- Titolo originale: Chapter 4
- Diretto da: Marita Grabiak
- Scritto da: John J. Gray

### Trama
A seguito dell'episodio successo a Matt con la donna misteriosa, Shelby pensa che suo marito e Lee stiano cospirando contro di lei. Più tardi quella notte, Shelby è attaccata dall'uomo maiale presente nel video del primo episodio e, quando tutto sembra andare perduto, viene salvata dal Dr. Cunningham. Il Dr. Cunningham rivela la storia delle attività paranormali della casa ai Miller. Egli rivela che Thomasyn è responsabile di tutte le sparizioni in casa e che esse si verificano per sei giorni, nel mese di ottobre, durante il ciclo lunare. Il Dr. Cunningham conduce i Miller da Flora, ma viene ucciso dagli uomini di Thomasyn, apparsi come spettri. Come loro punto di riferimento, appare Cricket, tornato dai Miller proprio in quel momento. Cricket dirige i due coniugi nuovamente nel bosco e si trova faccia a faccia con la donna misteriosa che si rivela essere il vero leader della Colonia di Roanoke. Attraverso una seconda esperienza (questa volta volontaria) avuta con la donna misteriosa, Matt scopre la storia della donna: secoli fa, una ragazza inglese di nome Scathach, discendente dei Druidi e dei loro conquistatori romani, decise di lasciare l’Inghilterra clandestinamente. La sua gente adorava gli antichi Dei. Il viaggio era in nave, e fu pieno di difficoltà. Durante il viaggio in nave, molti uomini morirono. Non appena arrivarono nel Nuovo Mondo, i soldati bianchi della nave, scoprirono la donna, e subito la incolparono del loro viaggio pieno di insidie. Erano convinti che gli dei del mare si erano adirati perché si erano permessi di viaggiare con una donna a bordo, ed erano convinti che fosse una strega. I soldati decisero di bruciarla sul rogo, ma la donna, prima di essere bruciata uccise una delle sue guardie dando appunto il suo sangue a “Dei più antichi e assetati”, e dopo questo versamento di sangue, riuscì così a liberarsi e uccise tutti gli altri soldati. La donna si rifugiò nelle lande selvagge mentre il massacro dei soldati bianchi fu attribuito agli Indiani. Rifugiandosi nelle lande selvagge, la vecchia magia che faceva parte di lei e il Nuovo Mondo crearono qualcosa di nuovo, qualcosa di originale.
Prima che Matt possa finire di comprendere la storia passata della donna, quest'ultimo viene interrotto dalle urla di Shelby. Thomasyn e i suoi coloni circondano la casa con Flora in loro possesso, ma Priscilla aiuta la bambina a liberarsi. Tutti, in quel preciso momento, fuggono in casa fatta eccezione per Cricket, il quale viene sbudellato dagli uomini di Thomasyn dopo aver cercato di stipulare un accordo tra "La macellaia" e i Miller. La donna non esita e decide di uccidere i Miller poiché non hanno lasciato il suo territorio -marcato nel 1500 attraverso un patto di sangue e un incantesimo di Scathach.
- Special guest star: Lady Gaga (Scathach).
- Guest star: Adina Porter (Lee Harris), Leslie Jordan (Ashley Gilbert/Cricket Marlowe).
- Ascolti USA: telespettatori 2 828 000 – rating 18-49 anni 1,4%[6]

## Il patto
- Titolo originale: Chapter 5
- Diretto da: Nelson Cragg
- Scritto da: Akela Cooper

### Trama
La storica Doris Kearns Goodwin, inviata speciale al documentario "My Roanoke Nightmare", rivela i retroscena di uno -il primo per eccellenza che fece costruire la casa- dei proprietari dell'edificio a Roanoke: Edward Philipe Mott. Lo scopo del signor Mott era quello di usare la proprietà come una casa di stoccaggio per la sua collezione d'arte e, di poter condurre gli affari omosessuali clandestini con un suo servo, dopo aver divorziato dalla precedente moglie. Durante la luna di sangue, è stato sacrificato da Thomasyn e i suoi uomini. 
Nel presente, Thomasyn e i suoi coloni circondano la casa pronti per uccidere i Miller. La folla attacca la casa e proprio quando tutto sembra perduto, Edward Philipe Mott arriva, sotto-forma di fantasma, e porta i Miller, insieme alla piccola Flora, sulla via della salvezza. Tuttavia, egli abbandona i Miller nei boschi che portano loro ad essere rapiti dalla famiglia Polk (la famiglia scomparsa che lasciò i due ragazzini nel capannone della loro casa qualche giorno prima). Nel frattempo, Lee viene rilasciata dalla polizia locale a causa della mancanza di prove. I Miller cercano in tutti i modi di fuggire dalla famiglia, ma Mamma Polk, il leader, rompe una gamba a Shelby con una mazza. I Polk hanno infatti stipulato un accordo con Thomasyn anni addietro: la famiglia non doveva permettere nessuna vendita della casa altrimenti i coloni avrebbero ucciso tali proprietari. I Polk, dunque, conducono i Miller davanti alla loro rispettiva casa e proprio quando Thomasyn è in procinto di sacrificare Flora, Ambrose, figlio della "Macellaia" di buon cuore, le impedisce di completare il rito spingendola nel fuoco in penitenza per i peccati commessi alla colonia. Lee arriva di nuovo alla casa accompagnata da un poliziotto e, tutti, riescono a fuggire dalla casa una volta per sempre.
- Special guest star: Frances Conroy (Mamma Polk).
- Guest star: Adina Porter (Lee Harris), Colby French (Poliziotto), Grady Lee Richmond (Ishmael Polk), Henderson Wade (Guinness), Doris Kearns Goodwin (se stessa).
- Ascolti USA: telespettatori 2 824 000 – rating 18-49 anni 1,5%[7]

## Reality Horror Show
- Titolo originale: Chapter 6
- Diretto da: Angela Bassett
- Scritto da: Ned Martel

### Trama
"My Roanoke Nightmare" è diventato un enorme successo di massa durante la sua messa in onda, tanto da registrare circa 23 milioni di telespettatori. Spinto dal suo successo, Sidney, il dirigente di rete che lo ha prodotto, ha una nuova idea per la mente, intitolata "Ritorno a Roanoke: tre giorni all'inferno" dove gli attori del documentario e i veri testimoni di quanto accaduto del mondo reale, sono riuniti sotto il tetto della casa Roanoke per tre giorni durante la Luna Rossa. Sidney rivela che il suo movente per produrre il follow-up è quello di esporre Lee per l'omicidio di Mason. La vera Shelby Miller è riluttante a partecipare alla nuova serie, ma è convinta di accettare la proposta con la possibilità di ricongiungersi con il suo ex marito. Come parte della nuova serie, le vite degli attori che hanno interpretato gli eventi durante "My Roanoke Nightmare" sono esplorate. Mentre l'equipaggio si prepara per le riprese in casa, strani eventi iniziano ad accadere. Come la serie ha inizio, gli attori coinvolti nel precedente documentario cominciano ad avere un assaggio dei veri orrori all'interno della casa. Viene rivelato, inoltre, che nel corso della nuova serie, tutti i partecipanti sono morti in casa (tranne uno) e che la serie non potrà mai andare in onda: la prima vittima a venire assassinata è Rory, l'attore interprete di Edward Philipe Mott, il quale viene ucciso dalle due infermiere, portando quindi la loro opera -le due uccidevano i pazienti con l'intento di completare, attraverso le iniziali del proprio nome, la parola MURDER = OMICIDIO su una parete della casa durante l'apertura del centro per anziani delle due giovani donne. Giunte alla parola MURDE, le due vengono catturate e giustiziate dalla Macellaia e i suoi coloni diventando entrambe due spiriti della casa- al completo.
- Guest star: Adina Porter (Lee Harris), Shannon Lucio (Diana Cross), William R. Moses (Direttore televisivo), John Prosky (Direttore televisivo).
- Ascolti USA: telespettatori 2 482 000 – rating 18-49 anni 1,4%[8]

## La carneficina
- Titolo originale: Chapter 7
- Diretto da: Elodie Keene
- Scritto da: Crystal Liu

### Trama
Dopo l'omicidio di Rory, Agnes, la quale è completamente consumata dal suo ruolo di Thomasyn "La Macellaia", uccide Sidney e tutto il suo team di produzione. Nel frattempo, le tensioni in casa continuano a salire con Shelby, Matt e Dominic che continuano a discutere sulla infedeltà della prima, e con Lee e Monet le quali continuano a parlare dei problemi d'alcolismo della seconda. Le faide si interrompono bruscamente quando appare Agnes in casa e attacca Shelby, costringendo di conseguenza Lee, Audrey, e Monet ad andare nel bosco per trovare aiuto. Sulla strada per trovare aiuto, Audrey e Monet cominciano a incontrare vari eventi sovrannaturali che spaventano entrambe le donne -scettiche riguardo alle storie raccontate dai Miller-. Dopo aver trovato i cadaveri di Sidney e della sua crew, dopo aver affrontato di persona Agnes, dopo averle sparato alla spalla, e dopo aver trovato il cadavere sviscerato di Rory appeso ad un albero, la tre donne vengono rapite dalla famiglia Polk, e tutte vengono portate alla loro fattoria: qui, la madre di famiglia taglia una parte di gamba a Lee -con l'aiuto dei suoi figli- e successivamente obbliga Monet e Audrey, entrambe spaventate e in lacrime, a mangiarne alcuni pezzi. Nel frattempo, all'interno della casa, Dominic e Shelby scoprono Matt nell'intento di fare sesso con Scathach. Matt ammette il suo ritorno al reality show solo per Scathach, di cui è ormai innamorato, provocando in Shelby una furia omicida tanto da arrivare ad ucciderlo con l'aiuto di un piede di porco. Dopo essersi resa conto di quello che ha fatto, Dominic suggerisce a Shelby di costituirsi ma nel frattempo Agnes accende un fuoco al di fuori della casa, così come fece la vera Macellaia ai Miller per punirli di essersi appropriati del suo territorio. Proprio in quel momento, la vera Thomasyn e i suoi coloni arrivano al di fuori della casa, circondano Agnes e "La Macellaia" uccide Agnes a coltellate in faccia.
- Special guest star: Finn Wittrock (Jesther Polk).
- Guest star: Adina Porter (Lee Harris), Robin Weigert (Mamma Polk).
- Ascolti USA: telespettatori 2 622 000 – rating 18-49 anni 1,4%[9]

## Pioggia di denti
- Titolo originale: Chapter 8
- Diretto da: Gwyneth Horder-Payton
- Scritto da: Todd Kubrak

### Trama
Dopo l'assassinio di Agnes, Dominic e Shelby cominciano ad escogitare un piano per sfuggire dalla casa. In un primo momento decidono di fuggire attraverso il passaggio segreto che Shelby utilizzò assieme a Matt l'anno precedente, ma i due sono ostacolati dagli spiriti della famiglia Chan che inizia ad attaccarli. Questo, costringe la coppia a fuggire al piano di sopra e a chiudersi in bagno, ma non prima di essere entrambi attaccati dall'Uomo Maiale, la terribile creatura che infesta le terre a Roanoke, e dai coloni di Thomasyn. Una volta che la coppia è all'interno del bagno, Shelby decide di tagliarsi la gola, non riuscendo quindi a sopportare l'idea di vivere con il senso di colpa per aver ucciso l'unico uomo che abbia mai amato. Nel frattempo, Lee, Audrey e Monet continuano ad essere torturate dalla famiglia Polk: Lee perde ancora pezzi della sua carne, e a Audrey viene tirato uno dei suoi denti. Alla fine, le donne riescono a fuggire: Monet scappa nei boschi e due Polk la inseguono, lasciando il suo destino del tutto sconosciuto, mentre Audrey e Lee riescono a tornare alla casa. Qui, le due donne scoprono il cadavere di Matt. Successivamente, le due trovano il corpo di Shelby in compagnia di Dominic -ancora vivo- nel bagno al piano superiore. Le due donne accusano allora Dominic per la morte di Shelby e Matt, costringendolo a restare fuori dalla stanza, in corridoio, dove viene immediatamente ucciso dall'Uomo Maiale. La mattina dopo, convinte a ritornare alla fattoria dei Polk per cancellare i video girati dagli uomini in cui Audrey assassina la madre di famiglia e Lee il giovane Jesther, l'attore che in "My Roanoke Nightmare" interpretò il ruolo di Ambrose White, Dylan, arriva alla casa con grande sorpresa delle due donne.
- Special guest star: Finn Wittrock (Jesther Polk).
- Guest star: Adina Porter (Lee Harris), Robin Weigert (Mamma Polk).
- Ascolti USA: telespettatori 2 197 000 – rating 18-49 anni 1,2%[10]

## Followers
- Titolo originale: Chapter 9
- Diretto da: Alexis Korycinski
- Scritto da: Tim Minear

### Trama
Sophie, Milo, e Todd, tre fanatici di "My Roanoke Nightmare", dopo essere arrivati nel Nord Carolina direttamente dalla Virginia, si mettono alla ricerca della casa colonica di Roanoke, iniziando a perlustrare i boschi che circondano la zona. I tre inizialmente sostano per scattare alcune foto dell'albero su cui, nel terzo episodio del reality show, venne ritrovata la felpa con il cappuccio di Flora, ma successivamente vengono interrotti da una donna ricoperta di sangue che implora loro aiuto. I tre blogger allora inseguono la donna, solo per incontrare il suo corpo, ormai morto da tempo, all'interno di un'auto ribaltata. La donna è in realtà Diana Cross, l'assistente di Sidney, scomparsa misteriosamente tre giorni prima. Quando i tre raccontano ciò che hanno trovato alla polizia locale, quest'ultima dice loro che gli agenti, arrivati sul posto subito dopo le loro insistenti chiamate, non hanno trovato nessun cadavere, oltre ad esortarli di smetterla con le storie sulla casa a Roanoke. Nel frattempo, Audrey, Lee, e Dylan ritornano alla fattoria dei Polk per recuperare le registrazioni di Lee e Audrey, che le mostrano uccidere alcuni membri della stessa famiglia, per poi successivamente fuggire una volta per tutte. Dylan viene aggredito a morte da Lot Polk, Audrey trova Monet e la libera, uccidendo Ishamel Polk, mentre Lee ritrova i video. Le tre donne riescono a fuggire alla folla dei coloni arrivati in quel preciso momento nei pressi della fattoria dei Polk; Audrey e Monet riescono a tornare nella casa, mentre Lee scappa, separandosi da loro, nei boschi, dove viene impossessato dallo spirito della strega Scathach. I tre blogger intanto, dopo essere stati rilasciati dalla polizia, decidono di tornare nel bosco con la copertura della notte, per esporre la verità ai fan del loro sito web su "My Roanoke Nightmare": sfortunatamente, dopo aver visto Dylan essere smembrato dai coloni, a turno, tutti vengono uccisi da Lee (posseduta), dalla vera Thomasin, e dalla sua folla. Lee, sempre sotto l'effetto della possessione, uccide Monet e tenta di eliminare anche Audrey. La mattina seguente, la polizia locale arriva a Roanoke e trova la carneficina compiuta all'interno e all'esterno dell'edificio. Audrey, dopo essere sopravvissuta alle ferite, senza sapere che Lee non è più posseduta e in cerca di vendetta per quello che la donna ha compiuto la notte scorsa, prende una pistola ad un agente di polizia e decide di spararle. Prima che possa compiere il suo gesto, Audrey viene uccisa dalla polizia.
- Guest star: Adina Porter (Lee Harris), Taissa Farmiga (Sophie Green), Jon Bass (Milo), Jacob Artist (Todd Connors), Shannon Lucio (Diana Cross), Jamie Martz (Poliziotto), Michael Whaley (Poliziotto).
- Ascolti USA: telespettatori 2 433 000 – rating 18-49 anni 1,3%[11]

## Spirit Chasers
- Titolo originale: Chapter 10
- Diretto da: Bradley Buecker
- Scritto da: Ryan Murphy e Brad Falchuk

### Trama
15 marzo 2016. L'intero cast di "My Roanoke Nightmare", insieme a Sidney e ai veri testimoni oculari delle esperienze paranormali, partecipa al Paleyfest dopo la conclusione della prima fortunatissima stagione del reality show. Tutti i fan presenti alla convection sono emozionati e sperano in una seconda stagione.
A seguito degli omicidi compiuti da Lee, tre programmi televisivi, "Crack'd", "The Lana Winters Special", e "Spirit Chasers", cercano di capire cosa potrebbe aver guidato la donna a compiere il fatidico gesto più di una volta, in molte diverse situazioni. Nel primo programma vengono mostrate le prove e le successive assoluzioni di Lee, in tribunale, arrivando a coprire i suoi omicidi a seguito della testimonianza di Flora -la ragazzina ha accennato in aula alla sua amicizia con Priscilla, bambina fantasma della colonia Roanoke- creduta falsa agli occhi della Corte. Nel secondo programma, la famosa giornalista Lana Winters, dopo essersi presa una pausa dagli eventi narrati in Asylum e accaduti verso la fine del 2013, decide di tornare nel mondo del piccolo schermo per poter intervistare Lee sulla scomparsa della figlia avvenuta un'ora prima della trasmissione, credendo che Lee abbia sequestrato, ancora una volta, la ragazzina. L'intervista viene però interrotta dall'arrivo di Lot Polk, che minaccia con un tono abbastanza violento Lee di avergli portato via i suoi due bambini e la sua intera famiglia: desideroso di vendetta, colpisce Lana con un fucile alla tempia, facendole perdere i sensi e mentre decide di far fuori Lee, l'uomo viene freddato con vari colpi di pistola dalle guardie arrivate sul set del programma. Due settimane dopo, un terzo programma formato da un gruppo di investigatori sul paranormale, tra cui Ashley Gilbert (l'attore che in "My Roanoke Nightmare" impersonò Cricket), sconfina nel territorio -ormai recintato e protetto- di Roanoke, nella casa colonica, durante il ciclo della Luna di Sangue al fine di catturare gli spiriti della casa attraverso alcune telecamere e oggetti di scena di veri acchiappafantasmi. La troupe viene però interrotta dall'arrivo di Lee, alla ricerca di Flora senza tregua dopo due settimane passate ad averla cercata dappertutto. Tutta la crew di "Spirit Chasers", insieme ad Ashley, viene successivamente uccisa dai fantasmi, fatta eccezione per Lee, la quale è in grado di riunirsi con Flora, e, a seguito di una riunione emotiva, decide di sacrificare se stessa in modo che possa proteggere Priscilla e dare a Flora una nuova vita, una seconda chance. Dopo aver dato fuoco alla casa, Flora ne esce, scortata da alcuni poliziotti arrivati sul posto, e nello stesso momento, guarda sua madre dirigersi nel bosco in compagnia di Priscilla, facendo intendere allo spettatore che la donna veglierà sulla ragazzina come se fosse sua madre naturale. Intanto, sopra una collina, "La Macellaia" osserva la situazione mentre la sua folla inizia a circondare la casa, ancora una volta, senza sosta.
- Guest star: Adina Porter (Lee Harris), Leslie Jordan (Ashley Gilbert), Brian Howe (Mark Phillips), Danielle Macdonald (Bristol Windows), Julie Claire (Stephanie Holder), Emma Bell (Tracy Logan), Simone Baker (Flora Harris), Jamie Martz (ufficiale bodycam), James Morosini (Bob Kinneman), Joe Spellman (Dave Elder).
- Ascolti USA: telespettatori 2 450 000 – rating 18-49 anni 1,3%[12]